# Devario auropurpureus
Devario auropurpureus (Lat.: „aureus“ = golden, „purpureus“ = purpurrot) ist ein südasiatischer Süßwasserfisch aus der Unterfamilie der Bärblinge (Danioninae). Er kommt endemisch im burmesischen Inle-See und den angrenzenden Gewässern vor.

## Merkmale
Devario auropurpureus wird zehn cm lang und besitzt einen sehr langgestreckten, seitlich stark abgeflachten Körper. Farblich sind die Fische sehr variabel. Die Grundfärbung ist bläulich bis olivgrün, die Körperseiten sind mit 14 kurzen, blauen Querbändern gemustert. Die Zwischenräume zwischen den Querbändern sind goldgelb. Die Kopfseiten irisieren stark. Der Bauch ist weißlich, die Flossen bis auf einige schwarze Punktreihen entlang der Flossenstrahlen farblos. Die Flossen der geschlechtsreifen Männchen sind hellgelb bis grünlich. Der Autor der Erstbeschreibung, der schottische Zoologe Nelson Annandale beschrieb Exemplare mit kräftig rotem Rücken. Rücken- und die deutlich größere Afterflosse stehen einander gegenüber. Ein Bauchkiel ist vorhanden.

## Lebensweise
Devario auropurpureus lebt oberflächenorientiert in Schwärmen an den Ufern des Inle-See und in umliegenden Teichen und Sümpfen.  Er ernährt sich vor allem von Köcher- und Eintagsfliegen und den Larven dieser Insekten. Das Wasser seines Lebensraums ist relativ hart. In Aquarien gehaltene Fische zeigen nur eine blasse Färbung.
Die IUCN klassifiziert die Art als stark gefährdet (Endangered). Umweltverschmutzung, der Rückgang der Seefläche infolge von Dürren, der Fang zu aquaristischen Zwecken und die Einführung invasiver Arten gelten als Hauptgrund für die Gefährdung der Art.

## Systematik
Die Art wurde 1918 von Annandale als Barilius auropurpureus beschrieben, dann 1980 von Howes der neu aufgestellten Gattung Inlecypris zugeordnet und 2009 in die Gattung Devario gestellt.